# Grand Champ
A Grand Champ DMX amerikai rapper ötödik stúdióalbuma. A lemez 2003-ban jelent meg és olyan slágerek szerepelnek rajta, mint a kislemezként kiadott "Where the Hood At?" és a "Get It on the Floor". Az albumból első héten 321 ezret adtak el és már megjelenésekor a Billboard 200 első helyén kezdett.
Az album bár hamar platina lett és elfoglalta az első helyét a listákon, hamar elveszítette a népszerűségét.

## Háttér
Az albumon eredetileg a "Ruled Out" című dal is szerepelt volna, amelyben DMX egykori barátját Ja Rule-t támadta, de a Def Jam Records (akik Rule Murder Inc. nevű kiadójának jogait is birtokolják) ellenezte a dolgot és kérte a szám eltávolítását. A "Fuck Y'all" című dal eredetileg a The Great Depression című album kislemeze lett volna, de a címe és tartalma miatt nem adták ki, mert valószínűleg nem kapott volna akkora visszhangot és nem játszották volna a rádiók.
Az Egyesült Királyságban kiadott változat tartalmazta az "X Gon' Give It to Ya" slágert, amely eredetileg a Bölcsőd lesz a koporsód című film betétdala volt.
A Grand Champ-et kiadták egy "edited" verzióban, amelyben a drog illetőségű, valamint a trágár szavakat hangeffektekkel helyettesítették. Ez volt a legtöbbet cenzúrázott album DMX alkotásai közül, beleértve a Year of the Dog... Again-t. A sima verzióban a "Where the Hood At?" "reloaded" és "slugs" szavait is kivágták. Az "edited" változatban viszont csak a "slugs" szó volt megvágva.
Az album címe utalás az amerikai utcai kutyaviadalokra. A "grand champion" nevet az a harci kutya kapja, aki legalább 5 menetet teljesít, vereség nélkül.
Ez volt DMX utolsó albuma, amely a Def Jam kiadónál jelent meg.

## Dalok listája
| #  | Cím                                | Producer(ek)                                                     | Közreműködő(k)                                         | Hossz | Sample(k)                                                        |
| -- | ---------------------------------- | ---------------------------------------------------------------- | ------------------------------------------------------ | ----- | ---------------------------------------------------------------- |
| 1  | "Dog Intro"                        | Darold "Pop" Trotter                                             | Bashir Fadai                                           | 3:32  |                                                                  |
| 2  | "My Life"                          | Dart La                                                          | Chinky                                                 | 3:09  |                                                                  |
| 3  | "Where the Hood At?"               | Tuneheadz                                                        |                                                        | 4:46  | "Young, Gifted & Black" as performed by Big Daddy Kane           |
| 4  | "Dogs Out"                         | Kanye West                                                       |                                                        | 4:03  |                                                                  |
| 5  | "Get It On The Floor"              | Swizz Beatz                                                      | Swizz Beatz                                            | 4:22  |                                                                  |
| 6  | "Come Prepared" (Skit)             | Jay "Icepick" Jackson, Joaquin "Waah" Dean                       |                                                        | 0:35  |                                                                  |
| 7  | "Shot Down"                        | Salam Wreck                                                      | Styles P, 50 Cent                                      | 3:42  |                                                                  |
| 8  | "Bring The Noize"                  | Tuneheadz                                                        |                                                        | 3:30  |                                                                  |
| 9  | "Untouchable"                      | Tony Pizarro                                                     | Syleena Johnson, Cross, Infa-Red, Sheek Louch, Drag-On | 6:05  |                                                                  |
| 10 | "Fuck Y'all"                       | Ron Browz                                                        |                                                        | 3:43  |                                                                  |
| 11 | "Ruff Radio" (Skit)                | Jay "Icepick" Jackson, Joaquin "Waah" Dean                       |                                                        | 0:43  |                                                                  |
| 12 | "We're Back"                       | Tuneheadz                                                        | Eve, Jadakiss                                          | 4:25  |                                                                  |
| 13 | "Ruff Radio 2" (Skit)              | Jay "Icepick" Jackson, Joaquin "Waah" Dean                       |                                                        | 0:18  |                                                                  |
| 14 | "Rob All Night (If I'm Gonna Rob)" | Rockwilder                                                       |                                                        | 3:27  |                                                                  |
| 15 | "We Go Hard"                       | No I.D.                                                          | Cam'Ron                                                | 3:36  | "Didn't I Fool You" as performed by Ruby Andrews                 |
| 16 | "We 'Bout To Blow"                 | Dame Grease                                                      | Big Stan                                               | 3:31  |                                                                  |
| 17 | "The Rain"                         | DJ Scratch                                                       |                                                        | 3:27  | "Will She Meet The Train In The Rain" as performed by Greg Perry |
| 18 | "Gotta Go" (Skit)                  | Jay "Icepick" Jackson, Joaquin "Waah" Dean                       |                                                        | 1:07  |                                                                  |
| 19 | "Don't Gotta Go Home" (Mix)        | Antoine "Bam" Macon, Ryan Bowser, Mr. Devine, Victor Flowers     | Monica                                                 | 4:17  |                                                                  |
| 20 | "A'Yo Kato"                        | Swizz Beatz                                                      | Magic, Val                                             | 3:46  |                                                                  |
| 21 | "Thank You"                        | DMX, Nemo, Ron H, Reggie Flowers, Gerald Flowers, Victor Flowers | Patti LaBelle                                          | 3:01  |                                                                  |
| 22 | "Prayer V"                         | DMX                                                              |                                                        | 1:47  |                                                                  |

## Lista helyezések
| Lista (2003)                      | Helyezések |
| --------------------------------- | ---------- |
| Australian Albums Chart           | 32         |
| Austrian Albums Chart             | 20         |
| Belgium Albums Chart              | 38         |
| Canada Albums Chart               | 2          |
| French Albums Chart               | 16         |
| German Albums Chart               | 6          |
| Netherlands Albums Chart          | 28         |
| New Zealand Albums Chart          | 7          |
| Swedish Albums Chart              | 42         |
| Swiss Albums Chart                | 10         |
| UK Albums Chart                   | 6          |
| U.S. Billboard 200                | 1          |
| U.S. Billboard R&B/Hip-Hop Albums | 1          |